# Kennebunk (condado de York)
Kennebunk es un lugar designado por el censo ubicado en el condado de York en el estado estadounidense de Maine. En el Censo de 2010 tenía una población de 5.214 habitantes y una densidad poblacional de 298,33 personas por km².

## Geografía
Kennebunk se encuentra ubicado en las coordenadas 43°23′3″N 70°32′39″O / 43.38417, -70.54417. Según la Oficina del Censo de los Estados Unidos, Kennebunk tiene una superficie total de 17.48 km², de la cual 17.48 km² corresponden a tierra firme y (0%) 0 km² es agua.

## Demografía
Según el censo de 2010, había 5.214 personas residiendo en Kennebunk. La densidad de población era de 298,33 hab./km². De los 5.214 habitantes, Kennebunk estaba compuesto por el 97.12% blancos, el 0.33% eran afroamericanos, el 0.23% eran amerindios, el 0.79% eran asiáticos, el 0.04% eran isleños del Pacífico, el 0.38% eran de otras razas y el 1.11% pertenecían a dos o más razas. Del total de la población el 1.29% eran hispanos o latinos de cualquier raza.